# Cantón de Schaffhausen
El cantón de Schaffhausen, también conocido en castellano como Escafusa (SH, en alemán Schaffhausen, en francés Schaffhouse, en italiano Sciaffusa, en romanche Schaffusa), es un cantón de Suiza cuya ciudad principal y capital es Schaffhausen.

## Geografía
El cantón es el más septentrional de Suiza, está casi enteramente circundado por Alemania, limitando con ésta al este, oeste y norte, y al sur con los cantones de Zúrich y Turgovia. Al oeste se halla el lago de Constanza con una superficie de 298 km². Predomina la producción agrícola. 
El cantón de Schaffhausen está dividido en tres zonas, de las cuales la más grande es su capital y las otras dos son exclaves del cantón entre Alemania y otros cantones de la misma Suiza.

## Historia
En el Medioevo Schaffhausen era una ciudad-estado. La ciudad acuñó una moneda propia hasta el año de 1049, en el que se fundó un monasterio benedictino que contribuyó a obtener la independencia en 1190. A fines de 1218  era una ciudad libre del Sacro Imperio Romano Germánico. En 1330 pasó a manos de los Habsburgo. El cantón recuperó la independencia en 1415 cuando se compró su libertad. Se alió con Zúrich en 1454, convirtiéndose en miembro de pleno derecho de la Confederación en 1501. La primera línea férrea llegó a la ciudad en 1857. En 1944 Schaffhausen fue bombardeado erróneamente por los estadounidenses, al confundir el territorio suizo con el alemán.
La constitución cantonal data de 1876 y fue revisada en 1895.

## Economía
En el cantón la producción del vino blanco de Riesling es renombrada. La industria está basada en la producción de maquinaria y artículos metálicos. También se fabrican relojes y joyas.
Schaffhausen es asimismo un importante nudo ferroviario entre Suiza y Alemania.
Ingresos (en millones de CHF): 3 596 fr.

## Demografía
En 2002 la población era de 73.400 personas. La lengua predominante es el alemán. En 2016, la religión principal era el protestantismo, con un 67% de fieles, seguido del catolicismo, con un 6,8%.

## Distritos

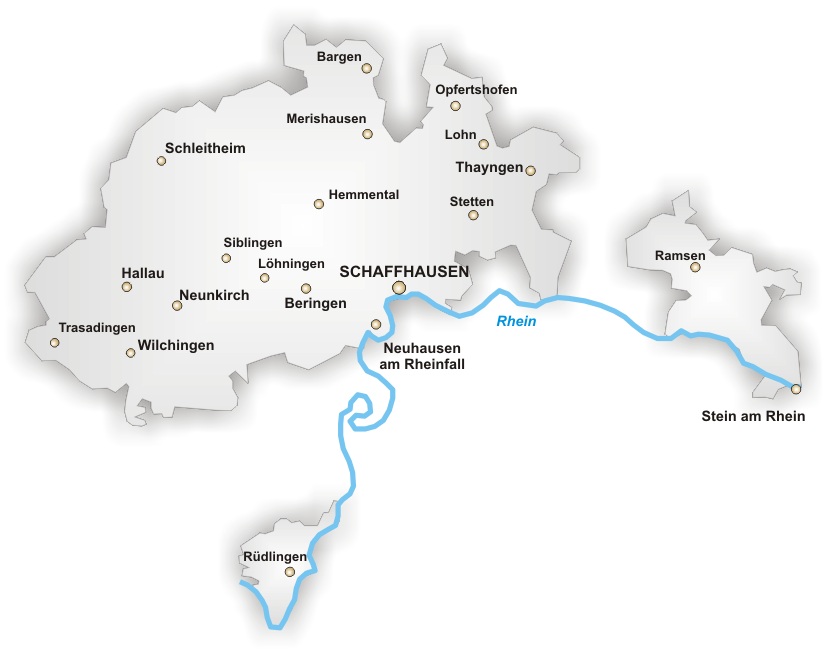
Los distritos del Cantón de Schaffhausen.

Antes de julio de 1999, el cantón estaba dividido en seis distritos:
- Distrito de Oberklettgau
- Distrito de Reiat
- Distrito de Schaffhausen
- Distrito de Schleitheim
- Distrito de Stein
- Distrito de Unterklettgau.

- Datos: Q12697
- Multimedia: Canton of Schaffhausen / Q12697